# Q&A
Q&A (questions and answers) – dokument w formie zestawienia pytań i odpowiedzi, który używa się w public relations, a szczególnie w ramach sfer zadaniowych którymi są zarządzanie kryzysowe oraz media relations. Q&A wykorzystywany jest szczególnie podczas przygotowań i reagowania w sytuacjach kryzysowych. Dokument ten zawiera potencjalne, możliwe do zaistnienia pytania, z którymi będzie się musiał zmierzyć rzecznik prasowy, inny reprezentant sztabu kryzysowego podczas komunikacji z mediami. Jest to także element przygotowania na wypadek zdarzeń kryzysowych, obok takich dokumentów jak szkolenia, systemy prewencyjne, zasady komunikacji z mediami, księga zarządzania kryzysowego, symulacje kryzysu, instrukcje. Dobrze przygotowany dokument Q&A umożliwia z jednej strony właściwą reakcję, a z drugiej uniknięcie udzielenia odpowiedzi „bez komentarza”, co z kolei może podsycać plotki, prowokować i eskalować kryzys.